# Orthobula milloti
Espèce
Orthobula milloti est une espèce d'araignées aranéomorphes de la famille des Trachelidae.

## Distribution
Cette espèce se rencontre au Kenya et en Tanzanie.

## Description
Le mâle syntype mesure 2,18 mm et la femelle syntype 3,6 mm
Le mâle décrit par Haddad, Jin et Platnick en 2022 mesure 1,64 mm et la femelle 2,52 mm.

## Systématique et taxinomie
Cette espèce a été décrite par Caporiacco en 1949.

## Étymologie
Cette espèce est nommée en l'honneur de Jacques Millot.

## Publication originale
- Caporiacco, 1949 : « Aracnidi della colonia del Kenya raccolti da Toschi e Meneghetti negli anni 1944-1946. » Commentationes Pontificiae Academia Scientarum, vol. 13, no 6, p. 309-492.